# Lundgaard
Lundgaard er en Afbyggergård fra Vitskøl Kloster og er oprettet i første Fjerdedel af det 18de Aarh. af Anders M. Kjærulf og hovedbygningen er opført i 1914 med en have på 2 hektar. Gården ligger i Overlade Sogn Aars Herred, Ålborg Amt, Løgstør Kommune.
Lundgaard Gods er på 380 hektar med Søgaard

## Ejere af Lundgaard
- (1722-1728) Anders Mortensen Kjærulf
- (1728-1730) Søren Andersen Kjærulf
- (1730-1732) Johanne M. Benzon gift Kjærulf
- (1732-1737) Peder Thøgersen de Lasson
- (1737-1756) Mathias Rosenkrantz de Lasson
- (1756-1808) Peder Rosenkrantz de Lasson
- (1808-1809) Boet efter Peder Rosenkrantz de Lasson
- (1809-1828) Johan Caspar de Mylius
- (1828-1859) Den Danske Stat
- (1859-1876) P. A. Bie
- (1876-1888) Enke Fru E. M. Grandjean gift Bie
- (1888-1902) Christian Bie
- (1902-1913) Enke Fru H. Vilstrup gift Bie
- (1913-1939) Ejnar S. Bie
- (1939-1959) Jens Bach Laursen
- (1959-1990) Aksel Bach Laursen
- (1990-1998) Aksel Bach Laursen / Per Bach Laursen
- (1998-) Per Bach Laursen